# Д
Д, д е петата буква в почти всички славянски кирилски азбуки (само в украинската азбука е шеста). Използва се и в кирилските азбуки на някои неславянски езици. В старобългарската и църковнославянска азбука има название
добро. Д в глаголицата се изписва така  и има числова стойност 5, а в кирилицата – 4. Кирилската буква Д произлиза от византийския устав на гръцката буква делта (Δ), която както и днешната печатно кирилско Д се е изписвала с „лапички“. Глаголическото Д от своя страна произлиза отново от гръцката делта, но от курсивното малко δ.